# Museo Boijmans Van Beuningen
El Museo Boijmans Van Beuningen es el principal museo de arte en Róterdam, Países Bajos.
Su colección abarca desde el arte europeo medieval hasta arte moderno.
El Museo Boijmans de Róterdam recibió el legado del industrial y coleccionista neerlandés Däniel George Van Beuningen (1877-1955), pasando a llamarse Museo Boijmans Van Beuningen.
Entre otras obras, se albergan en este museo:
- Hubert van Eyck: Las Tres Marías ante el sepulcro (principios siglo XV)
- Hans Memling: Representación alegórica de dos caballos (h. 1475)
- Hieronymus Bosch: San Cristóbal (1504-1505); El viajero (h. 1510)
- Quentin Metsys: María con el Niño Jesús ante un paisaje (primer tercio siglo XVI)
- Jan Gossaert: Hermafrodito y Salmacis (h. 1520)
- Lucas Cranach el Viejo: Retrato de Erasmo de Róterdam (h. 1530-36)
- Pieter Brueghel el Viejo: La "pequeña" Torre de Babel
- Leonardo da Vinci: Leda y el cisne (dibujo; h. 1504-06)
- Tintoretto: Las vírgenes sabias y las vírgenes necias (segunda mitad siglo XVI)
- Rubens: Aquiles educado por el centauro Quirón
- Anton van Dyck: San Jerónimo (h. 1618-20)
- Rembrandt: Titus en su escritorio (1655)
- Carel Fabritius: Autorretrato (h. 1645)
- Willem Heda: Bodegón (1634)
- Mattia Preti: Belisario recibe limosna (1669)
- Alfred Sisley: Huerto en primavera (1881)
- Vincent van Gogh: Retrato de Armand Roulin (1888)
- Franz Marc: El cordero (1913-1914)
- Piet Mondrian: Composition nº II (1929)
- Giorgio de Chirico: Il trovatore (h. 1924)
- Salvador Dalí: Shirley Temple (1939); La Cara de la guerra (1940); Venus de Milo con cajones (1964)
- René Magritte: La reproduction interdite (1937)

Celebra exposiciones temporales, como la de René Magritte (1967, poco antes de su muerte), la colectiva en que intervino el pintor Julio Galán (1987), o la del videoartista Matthew Barney (1995).

## Galería

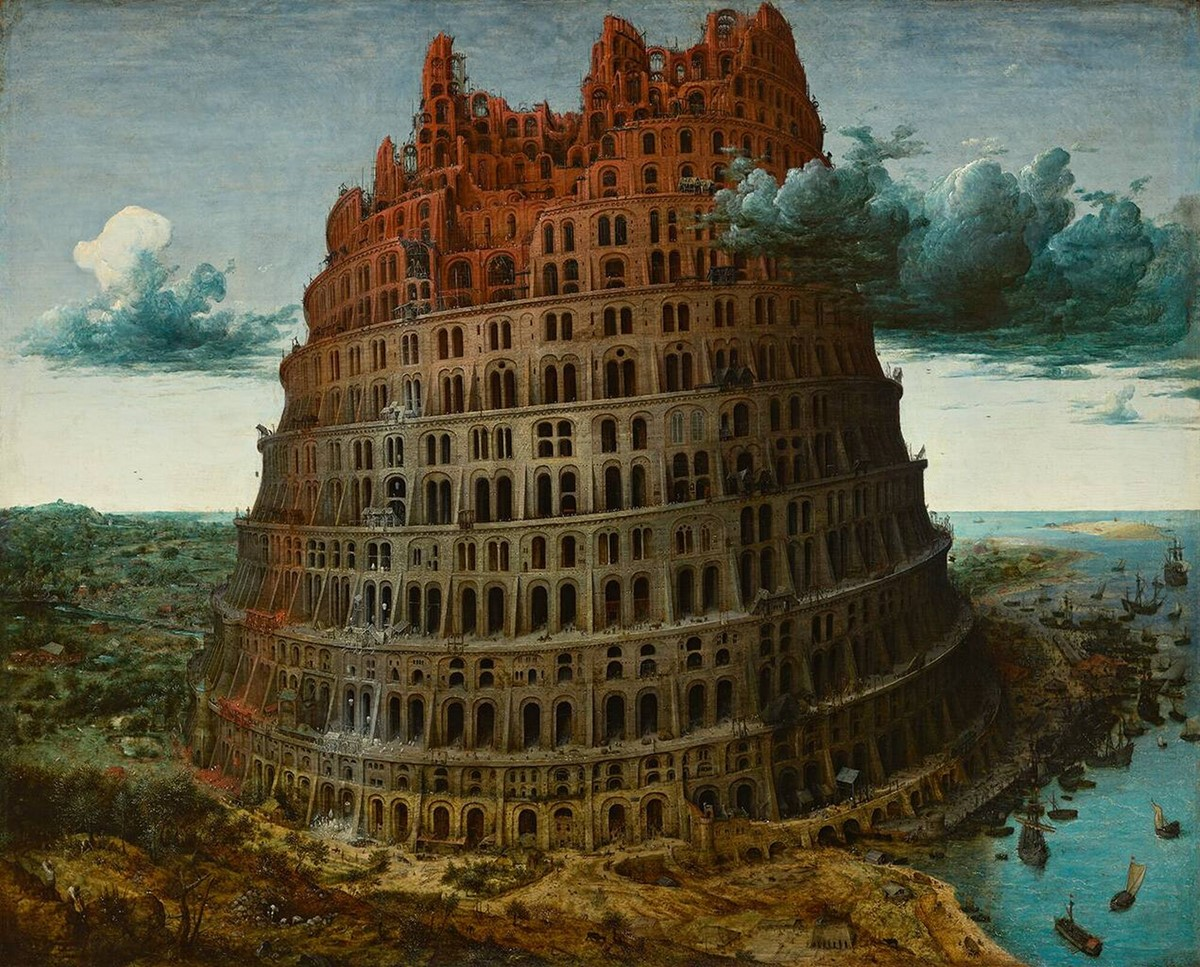
La pequeña Torre de Babel, de Pieter Brueghel el Viejo, posiblemente la obra más conocida del Boymans-Van Beuningen.
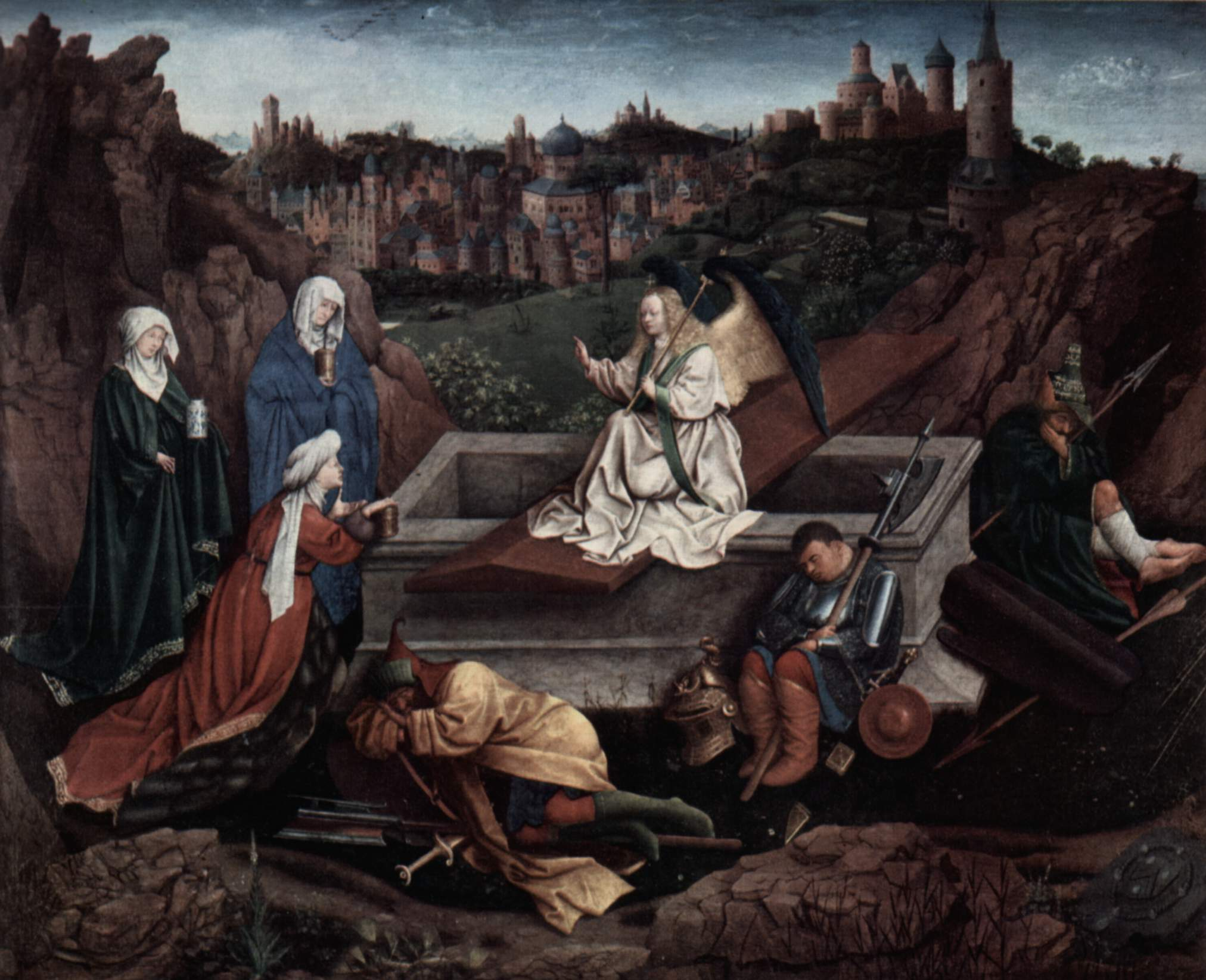
Las tres Marías ante el sepulcro de Cristo, de Hubert van Eyck
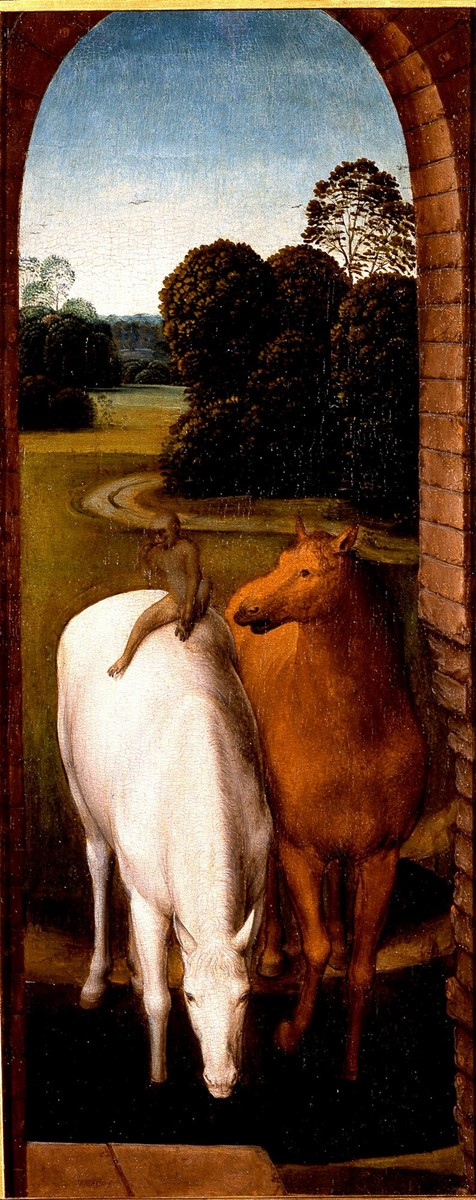
Representación alegórica de dos caballos, de Hans Memling
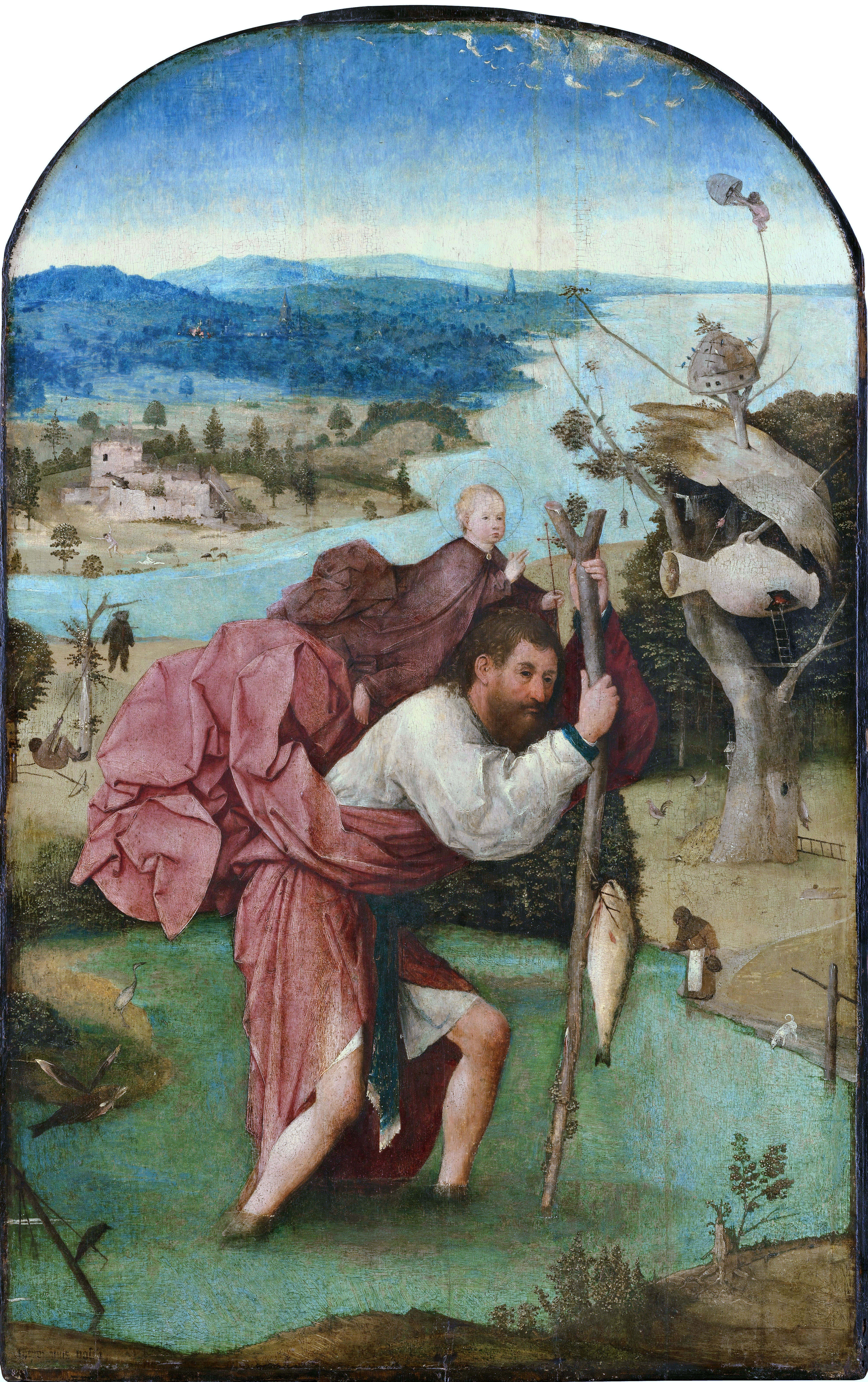
San Cristóbal, de El Bosco
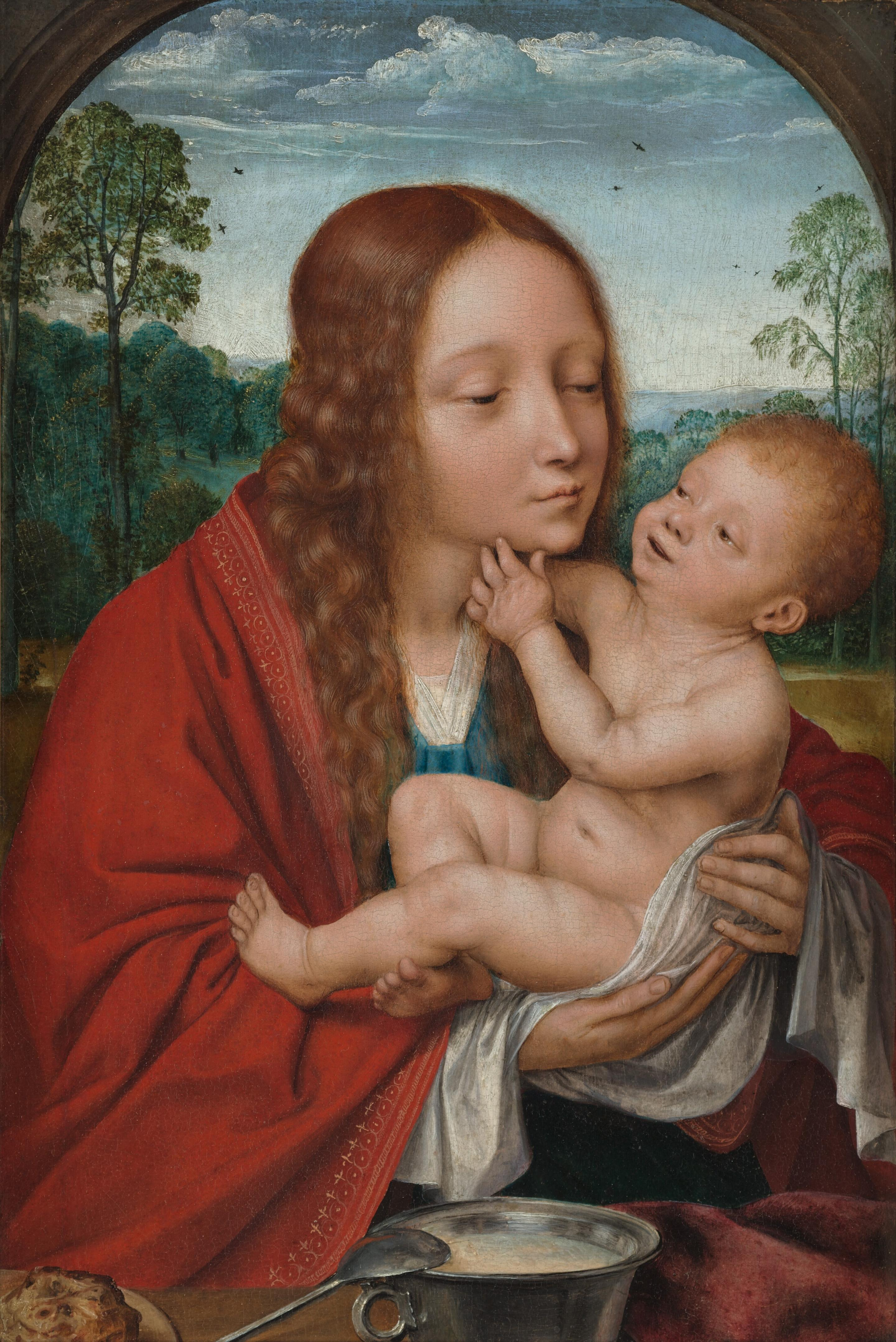
María con el Niño Jesús ante un paisaje, de Quentin Metsys
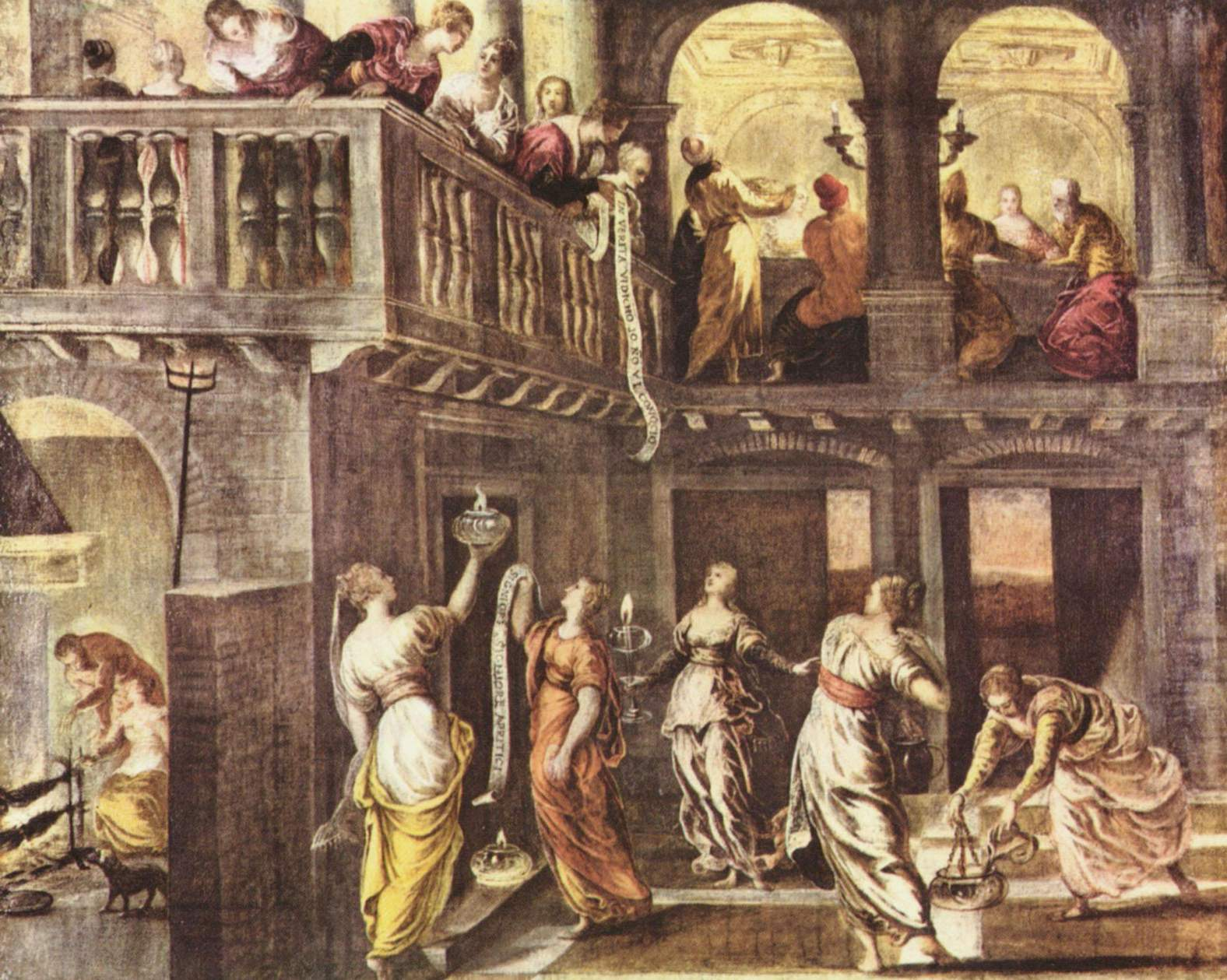
Las vírgenes sabias y las vírgenes necias, de Tintoretto
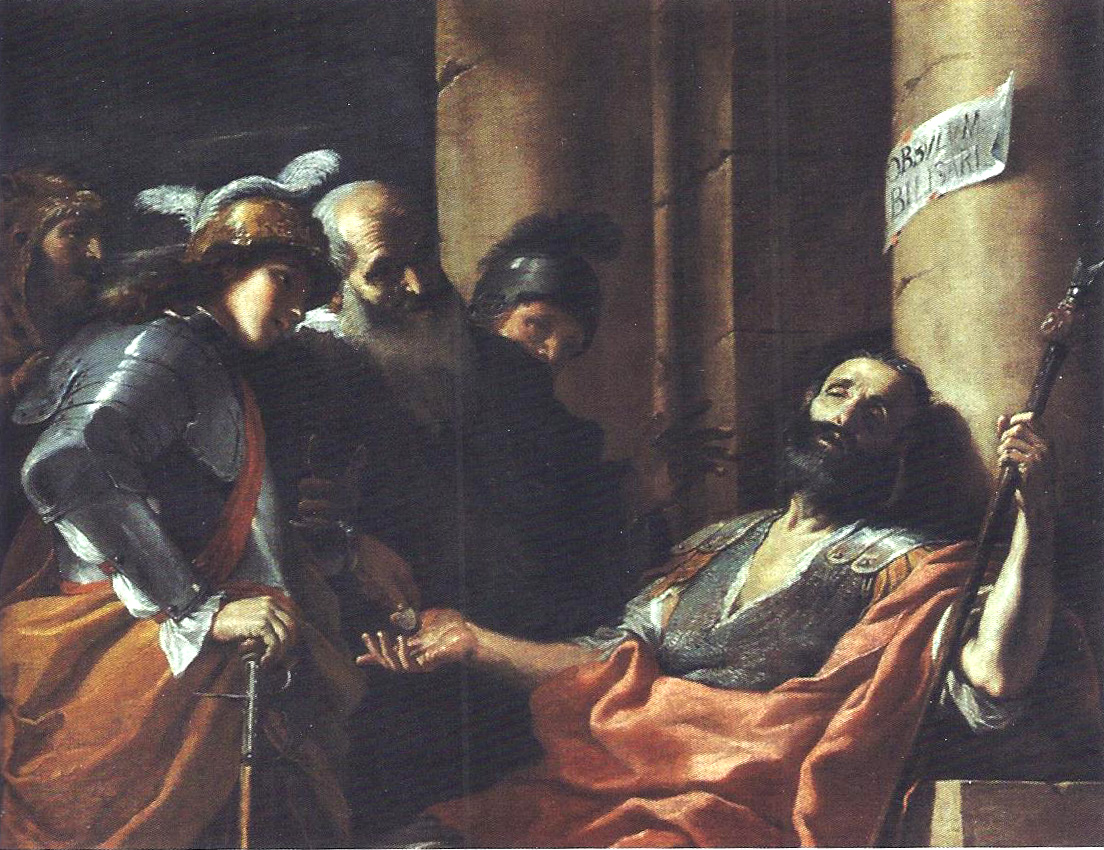
Belisario recibe limosna, de Mattia Preti
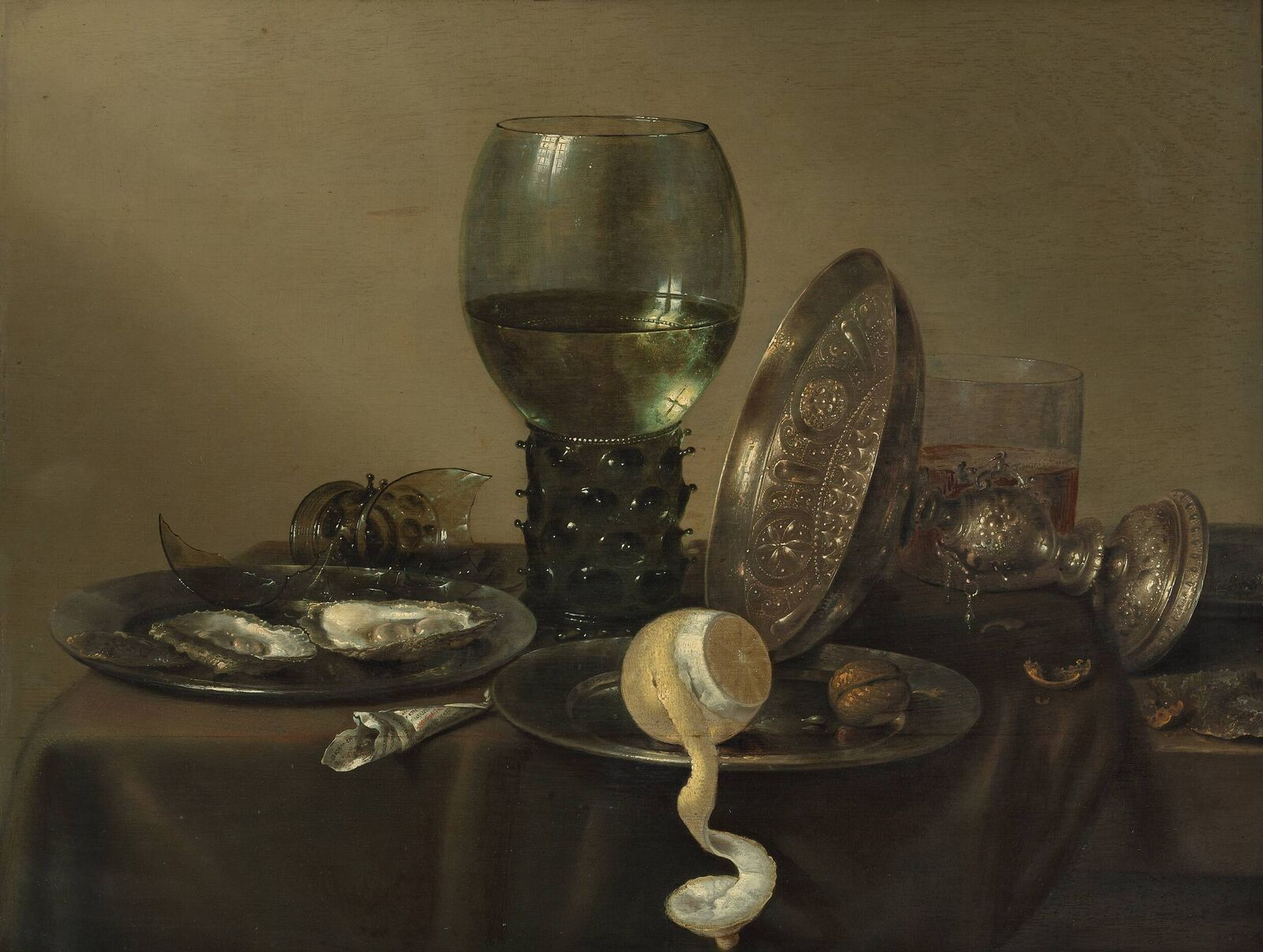
Bodegón, de Willem Heda
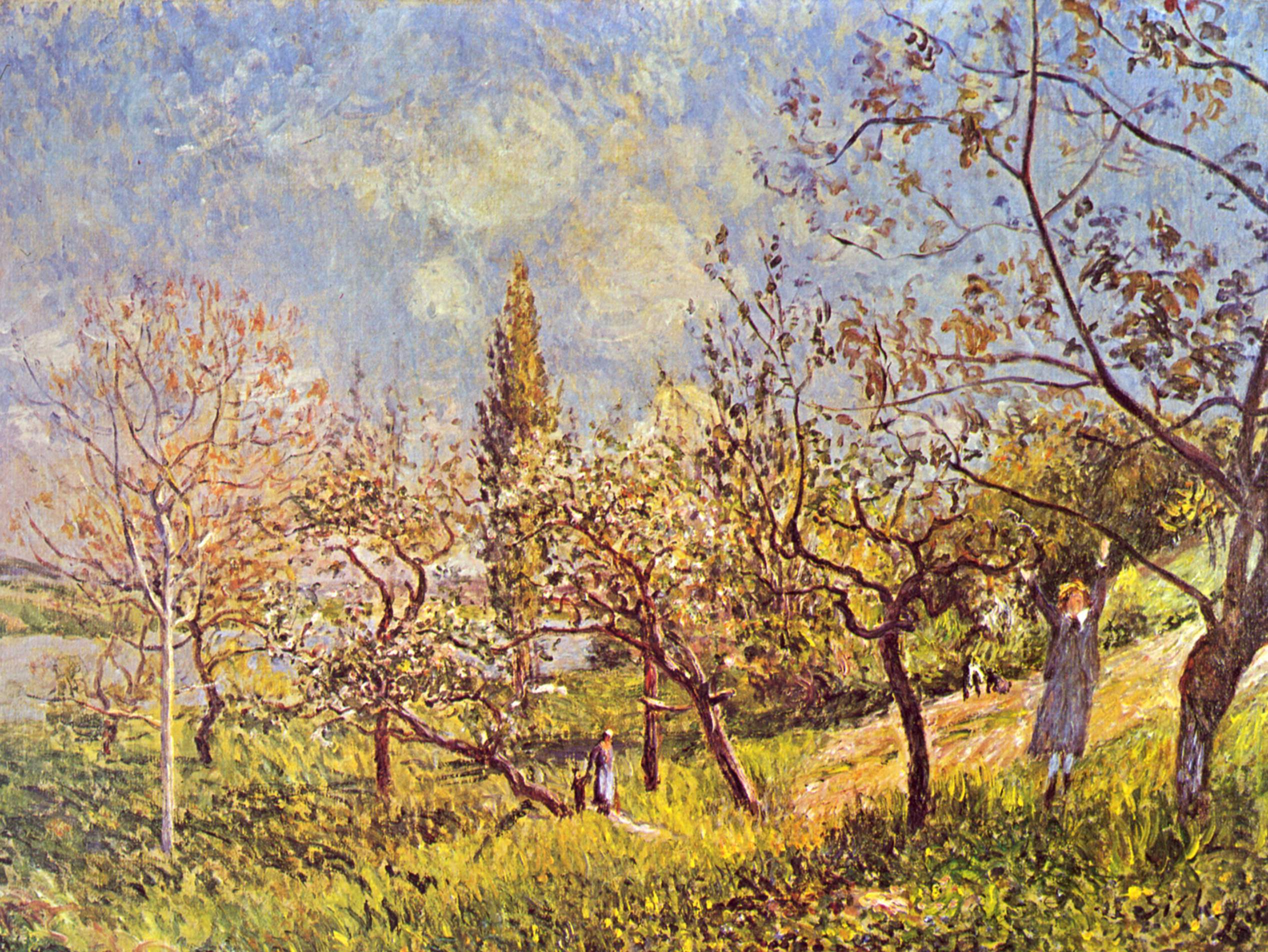
Huerto en primavera, de Alfred Sisley
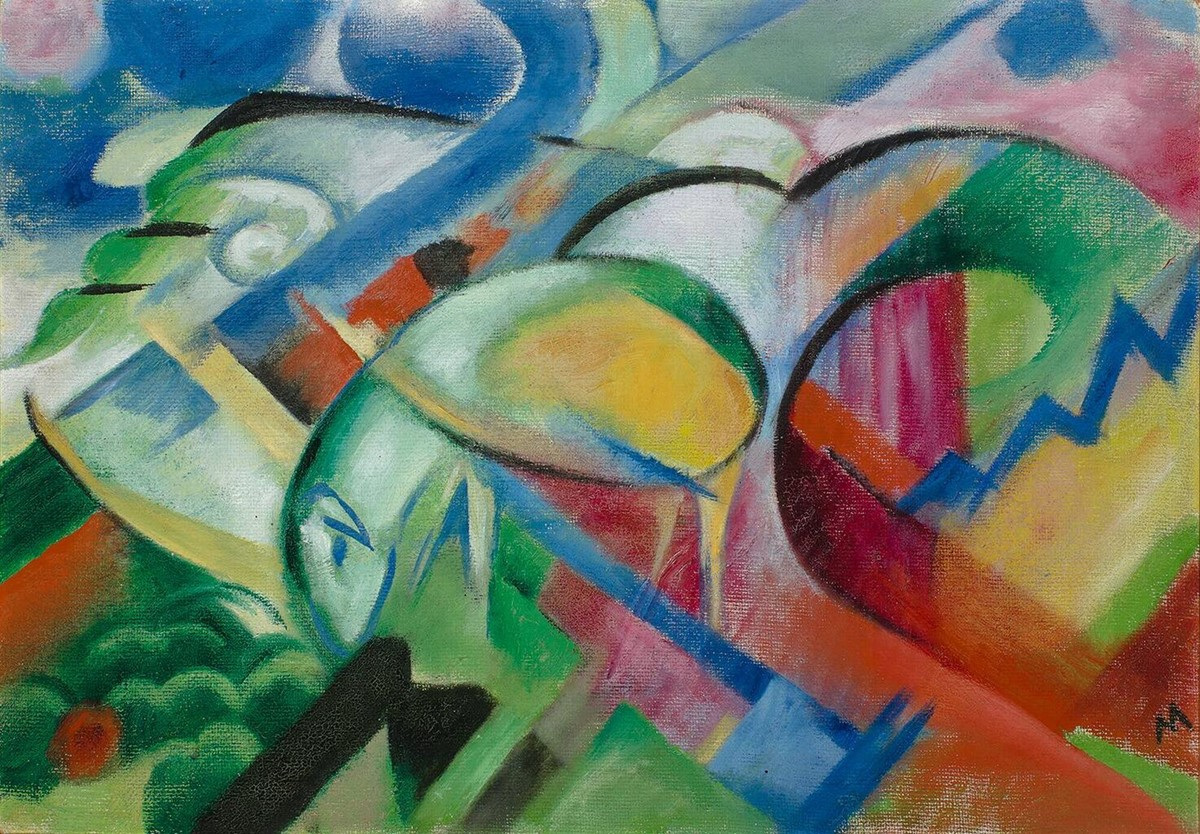
El cordero, de Franz Marc
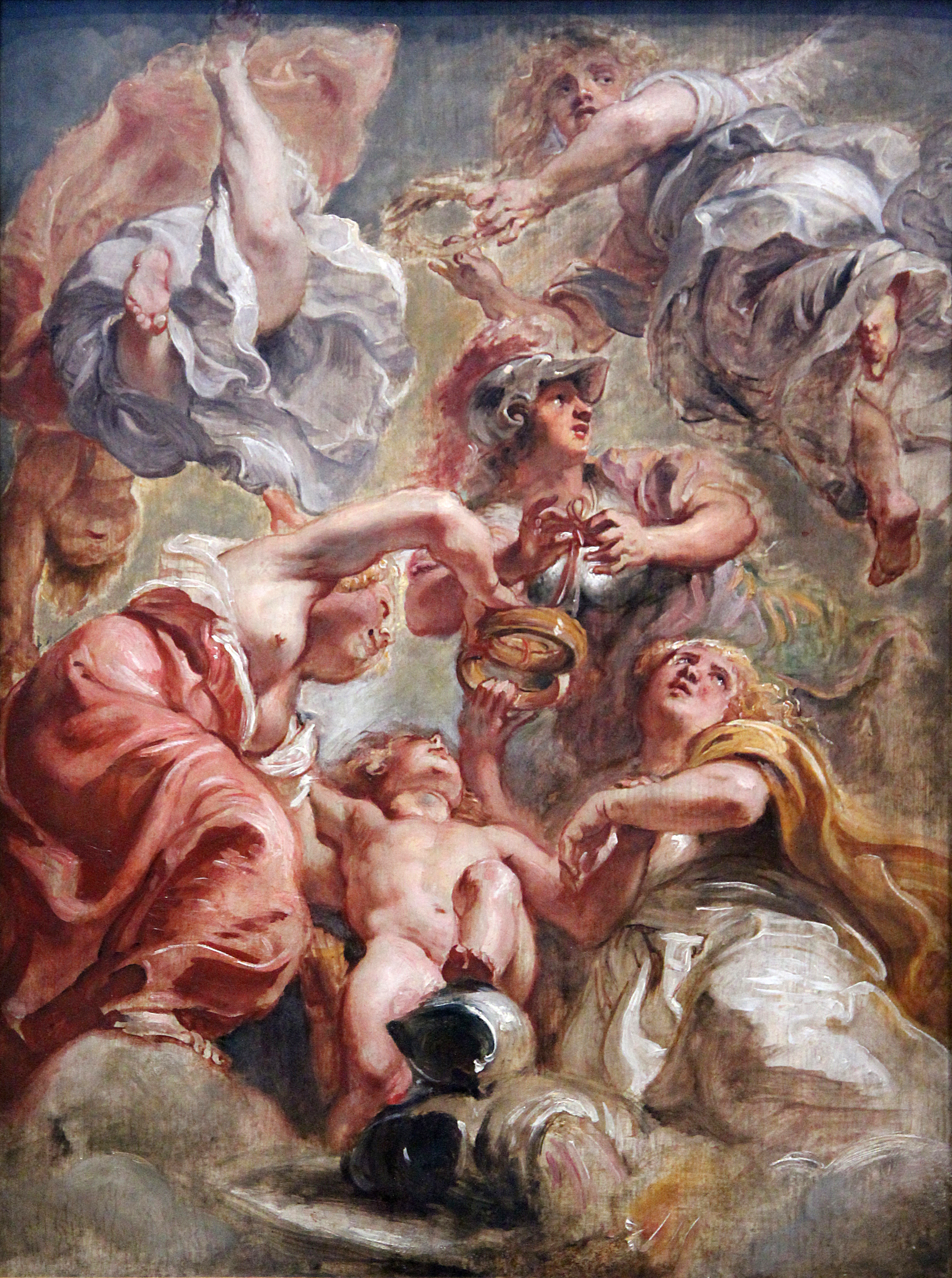
Inglaterra y Escocia con Minerva y el Amor, de Pedro Pablo Rubens